# Alcadozo
Alcadozo ist eine Gemeinde (municipio) mit 641 Einwohnern (Stand: 2024) im Süden der Provinz Albacete in der autonomen Region Kastilien-La Mancha. Zur Gemeinde gehören die Weiler Casasola, Fuente del Pino, La Herrería, La Molata, El Molinar, Santa Ana sowie die Gehöfte La Jara und La Quebrada.

## Lage
Alcadozo liegt in der nördlichen Berglandschaft der Sierra de Alcaraz, dem nördlichen Ausläufer der Betischen Kordillere. Der Ort befindet sich in ca. 40 km (Fahrtstrecke) südsüdwestlich der Provinzhauptstadt Albacete einer Höhe von ca. 925 m. Das Klima im Winter ist gemäßigt, im Sommer dagegen warm; die geringen Niederschlagsmengen (ca. 410 mm/Jahr) fallen – mit Ausnahme der nahezu regenlosen Sommermonate – verteilt übers ganze Jahr.

## Bevölkerungsentwicklung
| Jahr      | 1970 | 1981 | 1991 | 2001 | 2011 | 2021 |
| Einwohner | 1462 | 1110 | 826  | 740  | 732  | 634  |

## Sehenswürdigkeiten
- Kirche der Unbefleckten Empfängnis (Iglesia de Purisima Concepción)
- Annenkapelle
- Marienkapelle

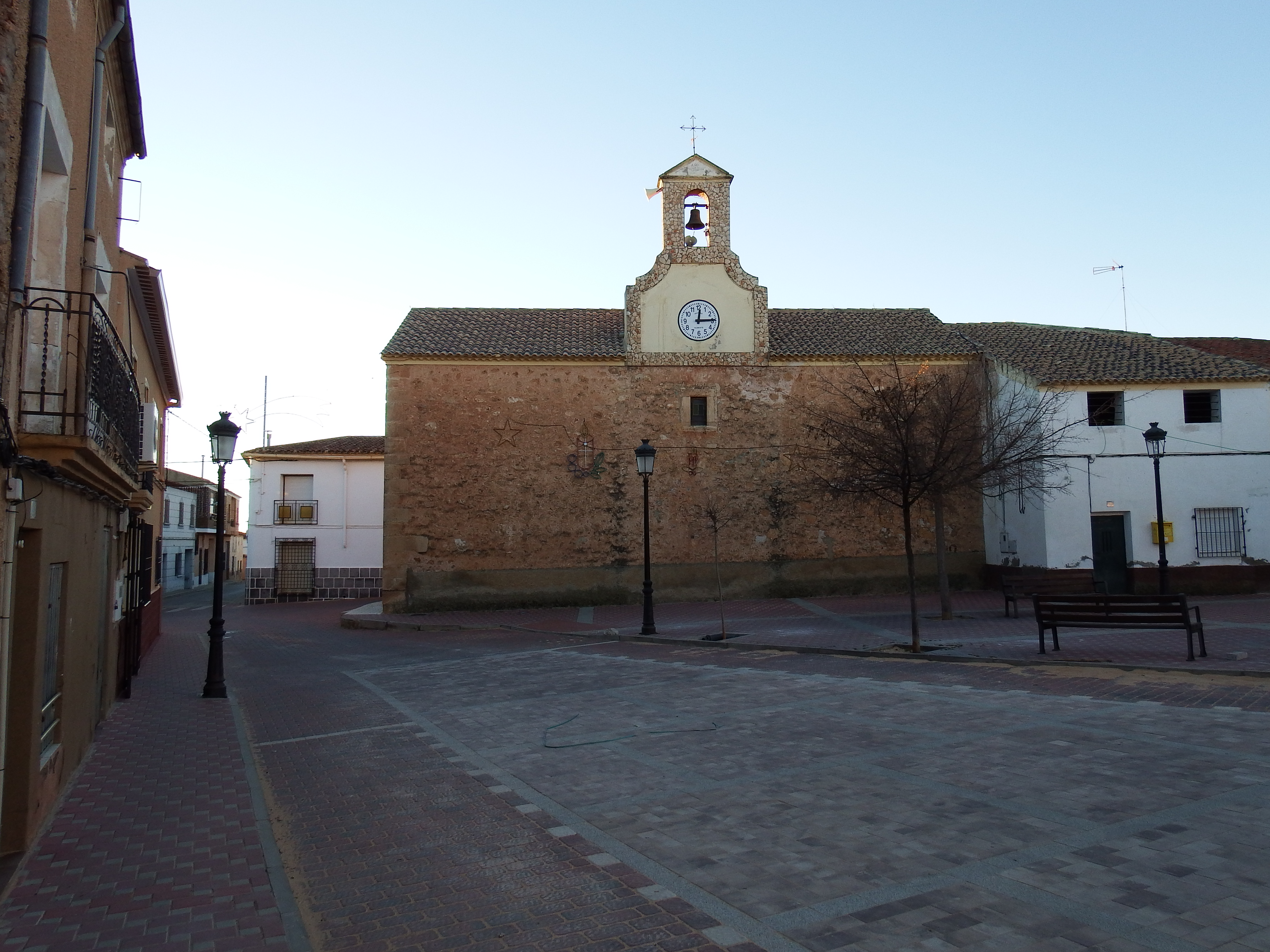
Kirche der Unbefleckten Empfängnis
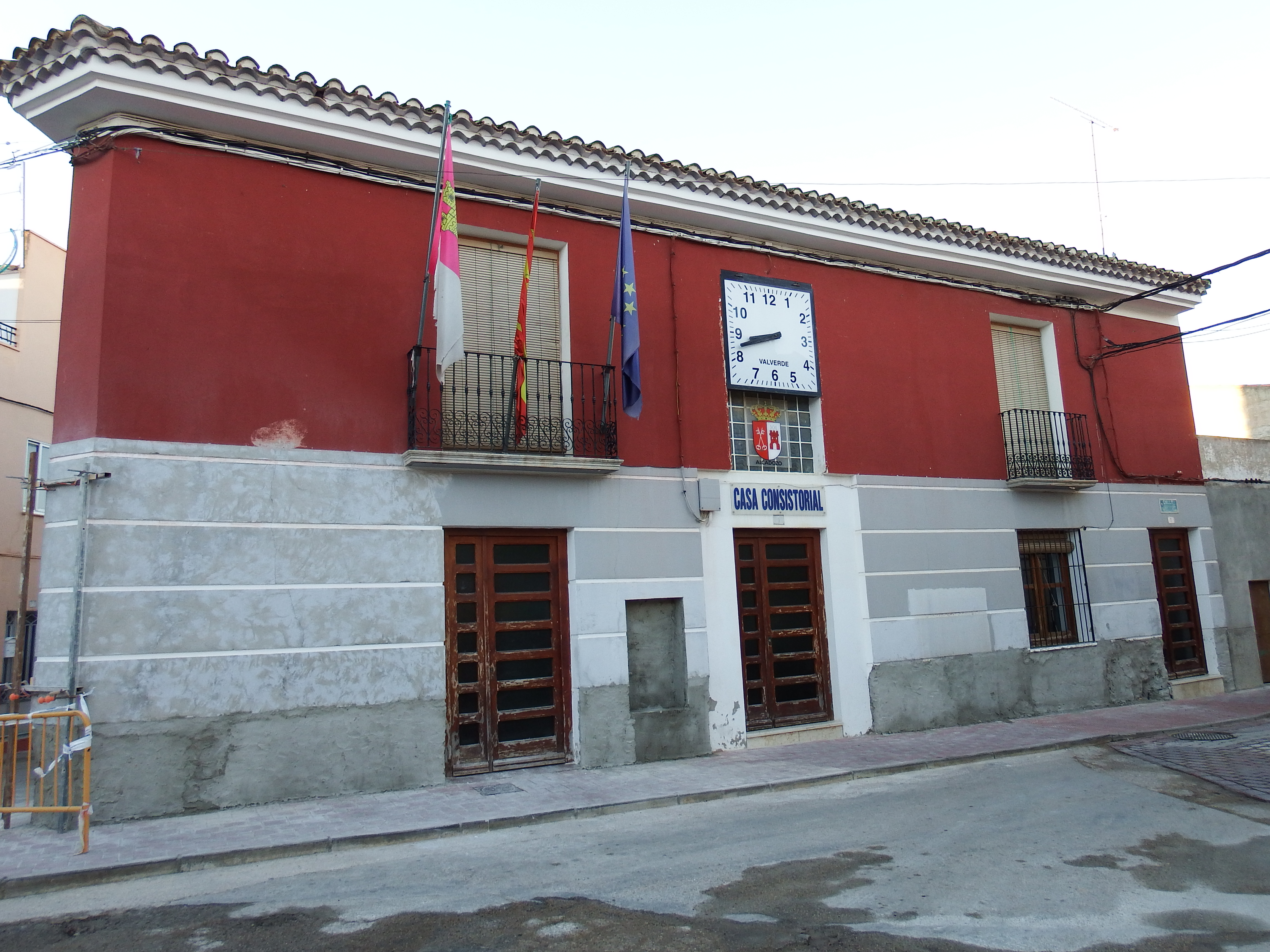
Rathaus